# Piper Cars

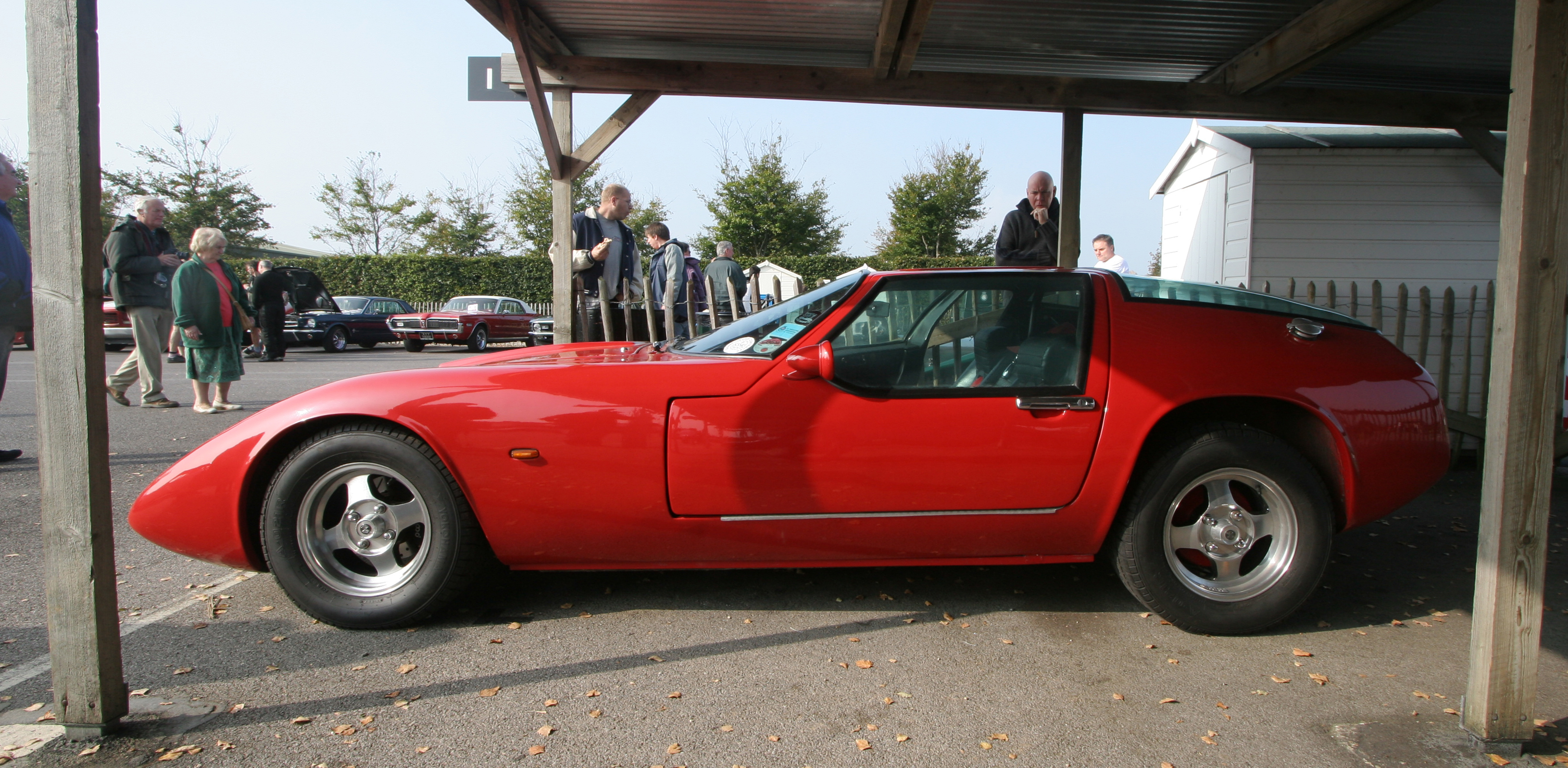
1972 Piper GT P2 (1972) am Goodwood Breakfast Club

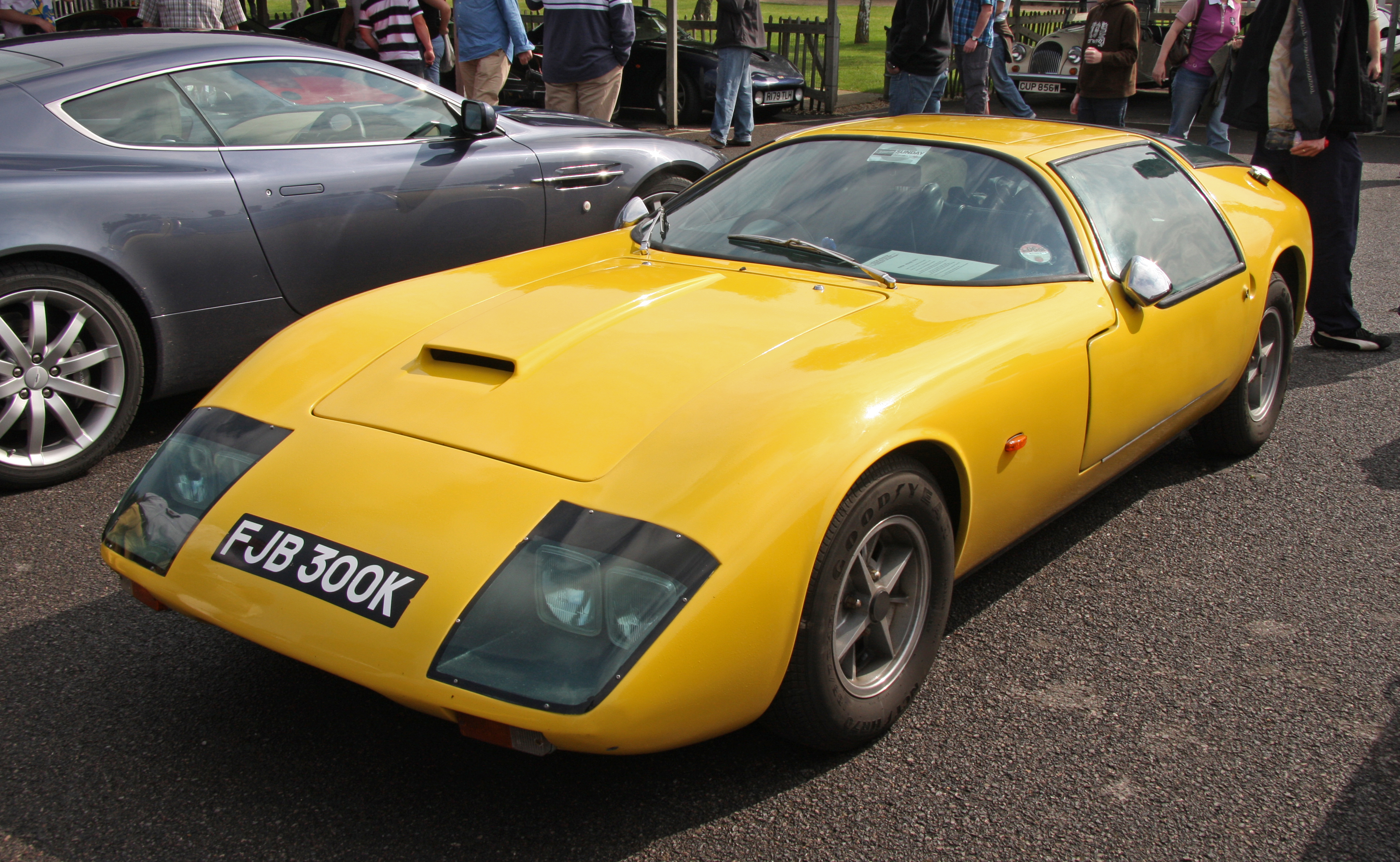
Piper GT

Piper Cars war ein britischer Hersteller von Sportwagen (ein Tochterunternehmen des Herstellers von Motortuningteilen gleichen Namens). Anfangs war die Gesellschaft in Hayes (London) ansässig, dann in Kent, wobei die Fertigung ab 1968 in Wokingham (Berkshire) war und ab 1973 in South Willingham.

## Beschreibung
Der erste Piper GT, den Tony Hilder entworfen hatte, wurde zuerst auf der Racing Car Show im Januar 1967 gezeigt und ging anschließend als Karosserie-Fahrwerkseinheit für Kit Cars in Produktion. Das Fahrwerk mit Frontmotor und Hinterradantrieb hatte eine Vorderradaufhängung vom Triumph Herald und eine Hinterachse von Ford. Nach Wahl des Kunden konnten verschiedene Motoren eingebaut werden. Probleme bei den ersten Fahrzeugen verzögerten die weitere Produktion bis ins darauffolgende Jahr. Zu diesem Zeitpunkt wurde unter der Bezeichnung Piper GTT eine wesentlich verbesserte Version eingeführt.
Zur gleichen Zeit entstand der GTR, ein Sportwagen der Gruppe 6 mit Mittelmotor, von dem es aber nur einige wenige Exemplare gab, bevor die Produktion wegen des Todes von Eigentümer Brian Sherwood Ende 1969 endete.
Zwei Angestellte, Bill Atkinson und Tony Walker, gründeten das Nachfolgeunternehmen Emmbrook Engineering und stellten die Rennsportaktivitäten ein. Die Produktion der Straßenfahrzeuge setzten sie fort, die weiterhin als Piper vermarktet wurden. Sie konzentrierten sich auf die Verbesserung von Straßenfahrzeugen. 1971 resultierte daraus der Piper P2 mit vielen Verbesserungen an Fahrwerk, Karosserie und Innenausstattung. Dieses Modell blieb bis Mitte der 1970er-Jahre in Produktion. Die Schätzungen der Gesamtzahl aller Piper-Fahrzeuge schwanken zwischen 80 (Piper Sports an Racing Car Club) und etwas über 100.